# Pieter Verhoeff
Pieter Verhoeff, né le 4 février 1938 à Lemmer et mort le 17 avril 2019 à Amsterdam, est un réalisateur et scénariste néerlandais.

## Biographie
Verhoeff a étudié à la Filmacademie d'Amsterdam, dont il est sorti diplômé en 1966. Il est surtout connu pour ses  films Le signe de la Bête (scénarisation du roman De houn sil om jim bylje de Rink van der Velde, à propos de l'affaire du sabotier IJje Wijkstra, qui avait assassiné quatre îlotiers en 1929), De Dream (sur l'affaire Hogerhuis, en 1895), et Nynke, consacré à la vie de Nienke van Hichtum et Pieter Jelles Troelstra. Le fait que ces trois films aient été tournés en Frise a valu à Verhoeff la réputation de « cinéaste du littoral. »
En marge de ces fictions, Verhoeff a tourné plusieurs documentaires dans les années 1970. Il est certainement le premier réalisateur néerlandais à avoir tourné un pseudo-documentaire ( Rudi Schokker ne pleure plus,1972, d'après un scénario de Gerben Hellinga).

## Filmographie
- 1972 : Rudy Schokker huilt niet meer
- 1974 : Grote Klaas en kleine Klaas
- 1980 : Het teken van het beest
- 1982 : Dynamische Krachten
- 1985 : De Dream (nl)[3]
- 1987 : Van geluk gesproken (nl)[4]
- 1992 : De zondagsjongen[5]
- 1996 : De Langste Reis[6], co-écrit avec Kees van Beijnum
- 1999 : Maten
- 2001 : Nynke[7]
- 2003 : Alles komt ergens van
- 2008 : Les Chevaliers du roi[8]
- 2017 : Echt Herman Koch